# Buyu Balease
Buyu Balease är ett berg i Indonesien.   Det ligger i provinsen Sulawesi Selatan, i den centrala delen av landet, 1 600 km öster om huvudstaden Jakarta. Toppen på Buyu Balease är 2 894 meter över havet.
Terrängen runt Buyu Balease är huvudsakligen bergig, men den allra närmaste omgivningen är kuperad. Runt Buyu Balease är det glesbefolkat, med 13 invånare per kvadratkilometer. Det finns inga samhällen i närheten. I omgivningarna runt Buyu Balease växer i huvudsak städsegrön lövskog.